# Ailuropodinae
Ailuropodinae — подсемейство медвежьих, которое включает одного живого представителя, большую панду (Ailuropoda melanoleuca) из Китая. Окаменелости представителей этой группы показали, что различные виды Ailuropodinae были более широко распространены в Голарктике, причем виды встречались в таких местах, как Европа, большая часть Азии и даже Северная Америка. Самые ранние Ailuropodinae мало чем отличались от большинства современных видов медведей тем, что были всеядны, но в ходе эволюции, примерно 2,4 миллиона лет назад, стали более травоядными.

## Систематика
С тех пор, как гигантская панда была впервые описана, она была источником систематической путаницы, будучи по-разному классифицирована как представитель Procyonidae, Ursidae и Ailuridae, или выделены в собственное семейство Ailuropodidae. Частично их сходство с малой пандой заключается, в частности, в наличии дополнительного «большого пальца» и пяти пальцев; «большой палец» — на самом деле видоизмененная сезамовидная кость — помогает удерживать бамбук во время еды.
Недавние генетические исследования показали, что Ailuropodinae являются членами семейства медвежьих, поскольку они не имеют близкого родства с красными пандами, которые принадлежат к особому семейству Ailuridae. Любое сходство между Ailuropodinae и Ailuridae, вероятно, связано с конвергентной эволюцией, поскольку летопись окаменелостей показала, что «ложный палец» требовался независимо для разных целей. «Ложный палец» был обнаружен и у очковых медведей, что позволяет предположить, что это плезиоморфная черта медведей, утраченная в подсемействе Ursinae.

## Таксономия
Ailuropodinae делятся на две трибы — вымершие Indarctini и Ailuropodini; классификация, приведенная ниже, взята из Abella et al. (2012)
- Подсемейство Ailuropodinae (Grevé, 1894)[19]
  - Триба †Indarctini (Abella et al., 2012)
    - †Miomaci (de Bonis et al., 2017)
      - †Miomaci pannonicum (de Bonis et al., 2017)

    - †Indarctos (Pilgrim, 1913)
      - †Indarctos punjabensis (Lydekker, 1884)
      - †Indarctos zdanskyi (Qiu & Tedford, 2003)[20]
      - †Indarctos sinensis (Zdansky, 1924)
      - †Indarctos vireti (Villalta & Crusafont, 1943)
      - †Indarctos arctoides (Deperet, 1895)
      - †Indarctos anthracitis (Weithofer, 1888)
      - †Indarctos salmontanus (Pilgrim, 1913)
      - †Indarctos atticus (Weithofer, 1888)
      - †Indarctos bakalovi (Kovachev, 1988)
      - †Indarctos lagrelli (Zdansky, 1924)
      - †Indarctos oregonensis (Merriam et al., 1916)
      - †Indarctos nevadensis (Macdonald, 1959)[21]

  - Триба Ailuropodini (Grevé, 1894)
    - †Kretzoiarctos (Abella et al., 2012)
      - †Kretzoiarctos beatrix (Abella et al., 2011)

    - †Agriarctos (Kretzoi, 1942)[22]
      - †Agriarctos depereti (Schlosser, 1902)
      - †Agriarctos vighi (Kretzoi, 1942)
      - †Agriarctos gaali (Kretzoi, 1942)

    - †Ailurarctos (Qi et al., 1989)
      - †Ailurarctos yuanmouensis (Zong, 1997)
      - †Ailurarctos lufengensis (Qi et al., 1989)

    - Ailuropoda (Milne-Edwards, 1870)
      - †Ailuropoda fovealis Matthew and Granger 1923
      - †Ailuropoda microta (Pei, 1962)
      - †Ailuropoda wulingshanensis (Wang & Alii, 1982)
      - †Ailuropoda baconi (Woodward 1915)
      - Ailuropoda melanoleuca (David, 1869) — Большая панда